# Luogang, Xingning
Luogang (kinesiska: 罗岗) är en köping i sydöstra Kina. Den ligger i Xingning i staden Meizhou i provinsen Guangdong, omkring 280 kilometer nordost om provinshuvudstaden Guangzhou. Antalet invånare är 53 777. Befolkningen består av 27 275 kvinnor och 26 502 män. Barn under 15 år utgör 22,0 %, vuxna 15-64 år 67 %, och äldre över 65 år 9,0 %.